# Gonomyia (Leiponeura) oolyarra
Gonomyia (Leiponeura) oolyarra is een tweevleugelige uit de familie steltmuggen (Limoniidae). De soort komt voor in het Australaziatisch gebied.